# Mychajło Bubnij
Mychajło Bubnij C.SS.R. (ur. 16 września 1970 w Chlewczanach) – ukraiński biskup greckokatolicki obrządku bizantyjsko-ukraińskiego, egzarcha Odessy od 2014.

## Życiorys
Święcenia kapłańskie otrzymał 19 sierpnia 1997 z rąk Lubomyra Huzara. Pracował w klasztorach redemptorystów w Tarnopolu, Tuchowie, Nowojaworowsku, Kokhawinie, Lwowie i Iwano-Frankiwsku.
13 lutego 2014 został wybrany egzarchą odeskim. Papież Franciszek zatwierdził ten wybór i nadał mu stolicę tytularną Thubursicum-Bure. Chirotonii biskupiej udzielił mu 7 kwietnia 2014 abp Światosław Szewczuk.